# 英国海军局
海军局（英語：Navy Board），是英国政府成立的皇家海军和皇家海军陆战队領導部门，受海军部（英語：Admiralty Board）领导。

## 简介
1964年之前，英国皇家海军和皇家海军陆战队由海軍部（英語：Admiralty）指挥。1964年，英国政府将海军部的名称从英語：改为英語：）。海军局（英語：Navy Board）则是海军部的下属机关，专门负责具体工作。
目前，海军局的首长由第一海务大臣兼任。